# 斯帕蘭扎尼角
64°8′S 61°59′W / 64.133°S 61.983°W
斯帕蘭扎尼角（英語：Spallanzani Point）是南極洲的海岬，位於帕默群島的布拉班特島東端，是希爾灣入口處的北部，由比利時探險隊發現，根據英國公司拍據的照片被繪入地圖。